# Folie douce (film, 1951)
Pour les articles homonymes, voir Folie douce.
Pour plus de détails, voir Fiche technique et Distribution.
Folie douce est un film français réalisé par Jean-Paul Paulin et sorti en 1951.

## Synopsis
Atteint de folie douce, le président d'une importante société distribue les bénéfices de la dite société à ses employés et en garde une partie pour lui. Il assurera le bonheur de trois de ses employés et se mariera avec une de ses compagnes de l'asile d'où il s'est enfui.

## Fiche technique
- Titre : Folie douce
- Réalisation : Jean-Paul Paulin, assisté de Roger Maxime
- Scénario : d'après le roman de Marcel E. Grancher Sous le pavillon noir[1]
- Adaptation : Marcel-E. Grancher, Jean-Paul Paulin
- Dialogue : Marcel-E. Grancher
- Décors : Eugène Delfau
- Photographie : Pierre Petit
- Opérateur : Pierre Lebon
- Musique : Loulou Gasté
- Lyrique : André Hornez
- Montage : Gisèle Gouye
- Son : Raymond Chedmail
- Maquillage : Eugène Gaidaroff
- Photographe de plateau : Henri Thibault
- Script-girl : Charlotte Bardonnet
- Régisseur général : Ernest Muller
- Tournage du 4 septembre au 15 octobre 1950
- Directeur de production : Pascal Paulin
- Société de production : Francinalp
- Pays de production :  France
- Société de distribution : Astoria Films
- Format : Noir et blanc  - 1,37:1 - 35 mm - Son mono
- Durée : 90 minutes
- Genre : Comédie
- Date de sortie : France - 4 juillet 1951

## Distribution
- Lisette Jambel : Yolande
- Marthe Mercadier : Juliette
- André Gabriello : Le capitaine Edgar Morgan
- Frédéric Duvallès : M. Lancer-Léger
- Pierre-Louis : Arthur
- Anne Beressi
- Christine Carrère
- Maxime Fabert
- Colette Régis
- Michel Nastorg
- Robert Lussac
- Suzanne Gabriello
- Robert Le Fort
- René Hell
- France Gabriel
- José Casa
- Gérard Darrieu
- Louis de Funès : rôle coupé au montage (?) / le film visionné sur copie, Louis de Funès n'apparaît ni au générique, ni à l'écran.